# Asante Kotoko Sporting Club
Maillots
Actualités
L'Asante Kotoko SC, appelé plus couramment Asante Kotoko est le plus grand club ghanéen de football, fondé en 1935 et basé dans la ville de Kumasi.

## Histoire
L'Asante Kotoko fondé en 1935 remporte le championnat national 26 fois et la coupe nationale 9 fois.
Au niveau africain, l'Asante Kotoko gagne deux fois la Ligue des champions de la CAF, en 1970, et 1983. Il est également à 5 reprises finaliste et à 3 reprises demi-finaliste de cette compétition.
Par ailleurs, le club atteint la finale de la Coupe d'Afrique des vainqueurs de coupes en 2002 et la finale de la Coupe de la confédération en 2004.

## Palmarès
| Compétitions nationales | Compétitions internationales |
| - Championnat du Ghana (26) (record) : - Champion : 1959, 1964, 1965, 1967, 1968, 1969, 1972, 1975, 1980, 1981, 1982, 1983, 1986, 1987, 1989, 1991, 1992, 1993, 2003, 2005, 2008, 2012, 2013, 2014, 2019 et 2022. - Coupe du Ghana (10) : - Vainqueur : 1958, 1960, 1976, 1978, 1984, 1990titre retiré, 1998, 2001, 2014, 2017 et 2025. - Finaliste : 1962, 1985, 2011 et 2013. - Supercoupe du Ghana (3) : - Vainqueur : 2012, 2013 et 2014 - Finaliste : 1998. | - Coupe des clubs champions africains (2) : - Vainqueur : 1970 et 1983. - Finaliste : 1967, 1971, 1973, 1982 et 1993. - Coupe de la confédération : - Finaliste : 2004. - Coupe d'Afrique des vainqueurs de coupes : - Finaliste : 2002. - Coupe de l'UFOA : - Finaliste : 1986. |

- Asanta Kotoko gagne la finale de 1990 (4-2), mais Hearts of Oak porte réclamation pour l'utilisation d'un joueur non autorisé, Hearts of Oak sera crédité du titre de vainqueur de la Coupe du Ghana[3].

## Parcours africain de Kotoko
- Ligue des champions de la CAF: 24 apparitions

1966 - quart de finaliste
1967 - finaliste
1969 - demi-finaliste
1970 - champion
1971 - finaliste
1973 - finaliste
1976 - quart de finaliste
1981 - second tour
1982 - finaliste
1983 - champion
1984 - premier tour
1987 - demi-finaliste
1988 - premier tour
1990 - demi-finaliste
1992 - quart de finaliste
1993 - finaliste
2004 – troisième tour
2005 – premier tour
2006 – poule
2007 – tour préliminaire
2009 – premier tour
2010 – tour préliminaire
2013 – premier tour
2014 - tour préliminaire
2015 - seizièmes de finale
- Coupe de la confédération: 4 apparitions

2004 – finaliste
2008 – poule
2018 - "tour préliminaire"
2019 - "poule"
- Coupe de la CAF: 2 apparitions

1995 – quart de finaliste
1997 – second tour
- Coupe d'Afrique des vainqueurs de coupe: 7 apparitions

1979 – premier tour
1985 – quart de finaliste
1991 – premier tour
1999 – second tour
2002 – finaliste
2003 – quart de finaliste
2005 – premier tour

## Sponsoring
Tigo, entreprise de télécommunications basée au Luxembourg, a signé, en mai 2008, un contrat de sponsoring avec l'Asante Kotoko pour un montant d'un million de dollars par an,.

## Anciens joueurs célèbres
- Samuel Osei Kuffour
- Issah Ahmed
- Mohammed Dauda
- Arthur Moses
- Illiasu Shilla
- Anthony Yeboah
- Harrison Afful
- Samuel Inkoom